# Буш, Гунди
Гунди Буш (нем. Gundi Busch, в замужестве Юханссон (Johansson); 29 апреля 1935, Милан, Королевство Италия — 31 января 2014, Стокгольм, Швеция) — немецкая фигуристка и тренер, выступавшая одиночном катании, первая чемпионка мира по фигурному катанию из Германии.

## Биография
Буш родилась в Милане, затем её семья переехала в Нилерланды и, наконец, в Баварию. Она начала кататься в возрасте четырёх лет, занималась балетом и тренировалась в Лондоне. После победы на чемпионате мира в 1954 году завершила любительскую карьеру. Выступала на ледовом шоу «Hollywood Ice Revue». В 1955 году вышла замуж за профессионального хоккеиста из Швеции Ёсту Юханссона и вместе с ним переехала в Стокгольм, где занималась тренерской работой. В 1958 году у них родился сын Петер. Вышла на пенсию в 1997 году. Скончалась 31 января 2014 года.

## Достижения
| Соревнования            | 1951 | 1952 | 1953 | 1954 |
| ----------------------- | ---- | ---- | ---- | ---- |
| Зимние Олимпийские игры |      | 8    |      |      |
| Чемпионаты мира         | 10   | 6    | 2    | 1    |
| Чемпионаты Европы       | 6    | 7    | 2    | 1    |
| Чемпионаты Германии     | 3    | 2    | 1    | 1    |